# Marcelo Saralegui
Marcelo Saralegui Arregín (født 18. maj 1971 i Montevideo, Uruguay) er en tidligere uruguayansk fodboldspiller (midtbane).
Saralegui spillede størtstedelen af sin karriere i klubber i Uruguay og Argentina. Han var blandt andet tilknyttet Montevideo-storklubben Nacional i flere sæsoner, og var med til at vinde to uruguayanske mesterskaber. I Argentina var han primært tilknyttet Club Atlético Colón og Racing Club. Han spillede også uden større succes i Italien hos Torino FC.
Saralegui spillede desuden 33 kampe og scorede seks mål for Uruguays landshold. Han var med i truppen der vandt guld ved Copa América i 1995, og spillede i fire af uruguayanernes kampe i turneringen. Han deltog også ved Copa América i både 1993 og 1997.

## Titler
Primera División Uruguaya
- 1992 og 2001 med Nacional

Coppa Italia
- 1993 med Torino FC

Copa América
- 1995 med Uruguay